# 뉴포리스트구

뉴포리스트 구의 위치

뉴포리스트구(영어: New Forest District)는 잉글랜드 햄프셔주에 위치한 비도시 자치구로 중심 도시는 린드허스트이며 인구는 178,907명(2014년 기준), 면적은 753.2km2이다.